# 明知大駅
明知大駅（ミョンジデえき）は、大韓民国京畿道龍仁市処仁区にある、龍仁軽電鉄の駅である。駅番号は(Y118)。

## 駅構造
相対式ホーム2面2線を有する高架駅。　

### のりば
- のりばの番号は存在しない。

| 上り | ●龍仁軽電鉄 | 器興行き               |
| 下り | ●龍仁軽電鉄 | 前垈・エバーランド方面 |

## 駅周辺
- 明知大学校自然キャンパス
- 龍仁セブランス病院
- 瑞龍初等学校
- 新垈橋
- 龍仁高等学校
- 駅三洞住民センター
- 駅北初等学校
- 龍信中学校
- 新星橋

## 歴史
- 2013年4月26日 - 開業。

## 隣の駅
龍仁軽電鉄
●龍仁軽電鉄
市庁・龍仁大駅 (Y117) - 明知大駅 (Y118) - 金良場駅 (Y119)